# Fortune (roman)
Pour les articles homonymes, voir Fortune.
Fortune (Chance) est un roman de Joseph Conrad paru en feuilleton de janvier à juin 1912 dans le New York Herald et publié en volume chez Methuen en 1913.

## Résumé
Flora est la fille du financier De Barral jeté en prison pour escroquerie. Réduite à la pauvreté et sur le point de se suicider, elle rencontre chez son amie, Mme Fyne, le frère de celle-ci, le capitaine Anthony. La prenant en pitié, il l'épouse et l'embarque sur son navire, le Ferndale. Cette histoire est racontée par le capitaine au long cours à la retraite Marlow, voisin de campagne des Fyne.

## Éditions en anglais
- Joseph Conrad, Chance, New York : Doubleday, Page and Company
- Joseph Conrad, Chance, Londres : Methuen

## Traduction en français
- Fortune (trad. Philippe Néel), Paris : Éditions de la Nouvelle Revue française, 1933.
- Fortune (trad. Roger Hibon), dans Conrad (dir. Sylvère Monod), Œuvres  – IV, Gallimard, Bibliothèque de la Pléiade, 1989.